# Список гірськолижних курортів України
У списку гірськолижних курортів України представлені гірськолижні туристичні комплекси.

## Список гірськолижних курортів

### Великі курорти
| N | Назва, розташування                                     | Найвища точка                       | Траси           | Траси           | Траси                     | Траси                       | Траси                     | Підйомники | Підйомники | Підйомники | Снігові машини | Пр.   |
| N | Назва, розташування                                     | Найвища точка                       | Довжина         | Для початківців | Низького рівня складності | Середнього рівня складності | Високого рівня складності | Крісло     | Бугель     | Мультиліфт | Снігові машини | Пр.   |
| - | ------------------------------------------------------- | ----------------------------------- | --------------- | --------------- | ------------------------- | --------------------------- | ------------------------- | ---------- | ---------- | ---------- | -------------- | ----- |
| 1 | Буковель Івано-Франківська область Надвірнянський район | 1372 м, г. Довга                    | 68 км           | 0               | 7                         | 41                          | 14                        | 15         | 1          | 0          | так            | [ 1 ] |
| 2 | Драгобрат Закарпатська область, Рахівський район        | 1707 м, г. Стіг Вершина Карпат      | 10 км + фрирайд | 0               | 7                         | 9                           | 3                         | 1          | 1          | 1          | ні             |       |
| 2 | Драгобрат Закарпатська область, Рахівський район        | 1707 м, г. Стіг Драгобрат           | 10 км + фрирайд | 0               | 7                         | 9                           | 3                         | 0          | 2          | 2          | ні             |       |
| 2 | Драгобрат Закарпатська область, Рахівський район        | 1763 м, г. Жандарм Карпатська чайка | 10 км + фрирайд | 0               | 7                         | 9                           | 3                         | 1          | 1          | 1          | ні             |       |
| 2 | Драгобрат Закарпатська область, Рахівський район        | Оаза                                | 10 км + фрирайд | 0               | 7                         | 9                           | 3                         | 0          | 1          | 1          | ні             |       |

### Малі курорти
| Назва Середня висота | Розташування                                          | Траси       | Траси | Траси   | Траси   | Підйомники | Підйомники | Наявність снігових машин | Пр.   |
| Назва Середня висота | Розташування                                          | Довжина, км | Легкі | Середні | Складні | Крісельні  | Бугельні   | Наявність снігових машин | Пр.   |
| -------------------- | ----------------------------------------------------- | ----------- | ----- | ------- | ------- | ---------- | ---------- | ------------------------ | ----- |
| Водяники 230 м       | Черкаська область, Звенигородський район, с. Водяники | 2,0         | 1     | 1       | 1       | 1          | 1          | так                      | [ 1 ] |
| Воєводино            | Закарпатська область, Перечинський район              | 0,65        | 1     | 1       | 0       | 0          | 1          | так                      |       |